# 东城街道 (界首市)
东城街道，是中华人民共和国安徽省阜阳市界首市下辖的一个乡镇级行政单位。

## 行政区划
东城街道下辖以下地区：
东顺河社区、顺河社区、胜利社区、新建社区、富饶社区、大吕社区、余路社区、连后楼社区、刘黄社区、张孔社区、徐寨社区、桑树社区、大沈社区、方楼村、随湾村和王刘村。